# Стигмергия
Стигмергия (от др.-греч. στίγμα — знак, метка, и ἔργον — действие, работа) — механизм спонтанного непрямого взаимодействия между индивидами, заключающийся в оставлении индивидами в окружающей среде меток, стимулирующих дальнейшую активность других индивидов.
Стигмергия является одной из форм самоорганизации, создающая сложные, казалось бы, интеллектуальные структуры, но без какого-либо планирования, контроля, или даже прямой связи между индивидами. Как таковая, она поддерживает эффективное сотрудничество между чрезвычайно простыми индивидами, у которых нет памяти, интеллекта или даже осведомленности друг о друге. Предположительно, стигмергия является децентрализованным сетевым свойством коллективного взаимодействия термитов.

## История
Понятие «стигмергия» было введено в 1959 году французским зоологом Пьером-Полем Грассе для описания поведения термитов при постройке термитников.